# Rut Arnon
Rut Arnon (hebreu רות ארנון) (nascuda Rosenberg; Tel-Aviv, 1 de juny de 1933) és una bioquímica israeliana i codescobridora de l'acetat de glatiramer, utilitzat en el tractament de l'esclerosi múltiple. Actualment és professora Paul Ehrlich d'Immunologia de l'Institut Weizmann de Ciències, on està investigant vacunes contra el càncer i la grip.

## Antecedents i primers anys
El pare de Rut Arnon, Alexander Rosenberg, estava interessat en la ciència des de molt jove. Després de servir en la Legió Jueva durant la Primera Guerra Mundial, Rosenberg va assistir al Technische Hochschule de Viena. Es va adonar del seu propi interès en l'electricitat el 1929 i es va traslladar amb la seva esposa i els seus dos fills a Tolosa per completar estudis en enginyeria elèctrica, i fer un mestratge en matemàtiques. Rosenberg després va tornar a Palestina i va treballar per a la Corporació Elèctrica fins a mitjans de la dècada de 1960. Rut Arnon atribueix el seu amor per la ciència a la relació amb el seu pare.
Rut Rosenberg va néixer a Tel-Aviv l'1 de juny de 1933. Com els seus germans grans ja havien ensenyat a Rut els coneixements bàsics de lectura i aritmètica, va començar l'escola directament al segon grau. Quan va acabar l'escola primària, la seva mare es va adonar del seu potencial i va convèncer Barukh Ben-Yehuda (1894-1990) perquè li permetis assistir a l'escola secundària en el Gimnàs Hebreu Herzliya. Sent molt jove, va estudiar química a la Universitat Hebrea de Jerusalem i es va unir al programa acadèmic especial d'estudi de les Forces de Defensa d'Israel que li va permetre estudiar i passar els estius fent entrenament militar. Rut va obtenir el seu mestratge el 1955, i es va exercitar durant dos anys com a oficial en l'exèrcit israelià. Durant el seu temps a l'exèrcit, es va casar amb Uriel Arnon, un enginyer al Technion de Haifa. Rut i Uriel Arnon van tenir dos fills: Michal (nascut el 1957) i Yoram (nascut el 1961)

## Carrera científica

### Informació general
Rut Arnon es va incorporar a l'Institut Weizmann de Ciències el 1960. Ha fet la major part de la seva recerca en el camp de la immunologia. Mentre va estar a Weizmann, Arnon va ser cap del Departament d'Immunologia Química i degana de la Facultat de Biologia. A més, va dirigir el Centre de MacArthur de l'Institut de Biologia Molecular de les Malalties tropicals des de 1958 fins a 1994. Molt del treball d'Arnon s'ha centrat en el desenvolupament de vacunes i la investigació del càncer. Una de les seves majors contribucions a la ciència es va produir quan estava treballant juntament amb el professor Michael Sela, desenvolupant l'acetat de glatiramer, un fàrmac per a l'esclerosi múltiple.
Rut Arnon va ser presidenta de la divisió de Ciències de l'Acadèmia de Ciències d'Israel de 1995 a 2001. És també membre de l'EMBO, l'Organització Europea de Biologia Molecular. Va ser secretària general de la Unió Internacional de Ciències Immunològiques (1989–1993), presidenta de la Federació Europea de Societats d'Immunologia (1983–1986), i membre del Consell Assessor de Recerca de la Unió Europea (2001–2004).
Rut Arnon ha participat en la publicació de més de quatre-cents articles i llibres en bioquímica i immunologia.

### Acetat de glatiramer
Rut Arnon i Michael Sela van desenvolupar una sol·licitud de nou fàrmac per al tractament de l'esclerosi múltiple anomenat Copolímer 1 (Cop 1). El seu nom químic és l'acetat de glatiramer. Va ser presentat per la companyia farmacèutica TEVA a la FDA per a la seva aprovació, sota el nom comercial de Copaxone, el 14 de juny de 1995. Donat que l'esclerosi múltiple és una malaltia autoimmunitària, Cop 1 és una medicina immunoespecífica. Aquesta medicina ajuda específicament la neuroprotecció i la generació, així com impedeix la desmielinització dels axons, un tret distintiu de malalties com l'esclerosi múltiple. De fet, els estudis de Arnon et al. han demostrat un augment en la mielinització com a resultat del Cop 1. En un article de 2004, Arnon i Aharoni estableixen que l'acetat de glatiramer és «molt eficaç en la supressió de l'encefalomielitis autoimmunitària experimental en diverses espècies."

### Recerca posterior
Rut Arnon ha investigat sobre una vacuna universal per la grip, així com una vacuna contra el càncer. En un document de 2009, Arnon parla de la investigació amb partícules similars a virus (VLP) per induir una resposta immunitària. Aquestes partícules no es poden replicar, però tenen l'antigen específic present en les proteïnes que les cèl·lules immunitàries utilitzen per identificar els virus. Per tant, una vacuna podria introduir VLP a un sistema immunitari d'un individu i dur a terme la producció de cèl·lules de memòria. Arnon i Ben-Yedidia tene la hipòtesi que aquestes vacunes són eficaces contra el virus H5N1, un virus pandèmic més comunament conegut com la grip aviària. S'ha provat les diverses vacunes sintètiques en ratolins i es va observar una resposta immunitària significativa. A més, van posat limfòcits humans en ratolins i també es va observar una resposta immunitària. La seva investigació va ser la base de l'empresa BiondVax, que han pres la vacuna universal contra la grip en els assajos clínics humans.

## Premis i distincions[1]
- 1979 - Premi Robert Koch en Ciències Mèdiques, Alemanya
- 1986 - Premi Jimenez Diaz, Espanya
- 1990 - elegit membre de la Acadèmia Israeliana de Ciències i Humanitats
- 1991 - Hadassah Dones de concessió de la distinció
- 1994 - Cavaller de l'Ordre de la Legió d'Honor, França
- 1998 - Premi Wolf en Medicina per al desenvolupament de la CP 1, o Copaxone
- 1998 - Premi de Rothschild en Ciències de la Vida.
- 2001 - Premi Israel en la medicina.
- 2010 - Primera dona president de la Acadèmia Israeliana de Ciències i Humanitats